# Liste der Bauten von Christopher Wren
Die folgende Liste enthält die Namen von Gebäuden oder Teilen von Gebäuden, die Christopher Wren erbaute.

## Weltliche Bauten

### England
- Sheldonian Theatre, Oxford
- Tom Tower, Oxford
- Garden Quadrangle, Trinity College, Oxford
- Williamson Building, The Queen’s College, Oxford
- Emmanuel College, Cambridge
- Pembroke College, Cambridge
- Wren Library, Cambridge
- Trinity College Library, Cambridge
- King’s House, Winchester
- Lincoln Cathedral Library, Lincolnshire
- Wren Building
- Winslow Hall, Buckinghamshire
- Upper School, Eton College, Buckinghamshire
- Court House, Windsor
- Guard House, Windsor
- Tring Manor House, Hertfordshire
- St John Moore’s School, Appleby, Leicestershire
- Thoresby House, Nottinghamshire

#### London
- Monument
- Greenwich Hospital
- Hampton Court Palace
- Kensington Palace
- Marlborough House
- Morden College
- Royal Hospital Chelsea
- Royal Naval Hospital
- Old Royal Naval College
- Royal Greenwich Observatory
- Temple Bar (London)
- Theatre Royal Drury Lane
- Royal Society Respository
- The Custom House
- Bridgewater Square
- The Navy Office, Seething Lane
- Christ’s Hospital Writing School
- Gemächer der Königin und Terrassengärten im Palace of Whitehall
- Staatsgemächer im St James’s Palace
- Süd- und Ostflügel des Hampton Court Palace
- The Cloisters, Pump Court
- Katholische Kapelle, Ratskammer und Privy Gallery im Palace of Whitehall
- Wiederaufbau des Kensington Palace

## Kirchen

### England
- St Mary the Virgin (Ingestre)

#### London
- All Hallows Bread Street
- All Hallows Lombard Street
- All Hallows the Great
- Christ Church Greyfriars
- St Alban Wood Street
- St Andrew-by-the-Wardrobe
- St Andrew, Holborn
- St Anne’s Church, Soho
- St Anne and St Agnes
- St Antholin, Budge Row
- St Augustine Watling Street
- St Bartholomew by the Exchange
- St Benet Fink
- St Benet Gracechurch
- St Benet Paul’s Wharf
- St Bride’s Church
- St Christopher le Stocks
- St Clement Danes
- St Clement Eastcheap
- St Dionis Backchurch
- St Dunstan-in-the-East
- St Edmund the King and Martyr
- St George Botolph Lane
- St James Garlickhythe
- St James’s Church, Piccadilly
- St Lawrence Jewry
- St Magnus the Martyr
- St Margaret Lothbury
- St Margaret Pattens
- St Martin, Ludgate
- St Mary Abchurch
- St Mary Aldermanbury
- St Mary Aldermary
- St Mary Magdalen Old Fish Street
- St Mary Somerset
- St Mary-at-Hill
- St Mary-le-Bow
- St Matthew Friday Street
- St Michael Bassishaw
- St Michael, Cornhill
- St Michael Crooked Lane
- St Michael Paternoster Royal
- St Michael Queenhithe
- St Michael Wood Street
- St Mildred, Bread Street
- St Mildred Poultry
- St Nicholas Cole Abbey
- St Olave Old Jewry
- St Paul’s Cathedral
- St Peter upon Cornhill
- St Stephen Coleman Street
- St Stephen Walbrook
- St Swithin, London Stone
- St Vedast Foster Lane
- Temple Church